# Vitjazmaia latidactyla
Vitjazmaia latidactyla is een krabbensoort uit de familie van de Inachidae. De wetenschappelijke naam van de soort is voor het eerst geldig gepubliceerd in 1994 door Zarenkov.